# 阿孔多冰原島峰
82°8′S 41°37′W / 82.133°S 41.617°W
阿孔多冰原島峰（英語：Arcondo Nunatak）是南極洲的冰原島峰，位於伊利沙伯女皇地，處於斯潘山以南8公里，屬於阿根廷山脈中潘扎里尼山的一部分，美國地質調查局根據測量和該國海軍的空中照片繪入地圖，現時由南極條約體系管理。